# Abu al-Baqa al-Rundi
Abu Mohammed Salih Ben Yazid al-Rundi (أبو محمد صالح بن أبي الشريف الرندي) connu aussi sous le nom d'Abu al-Baqa al-Rundi (aussi transcrit Abul Beca ar-Rondi ou bien Abu Al Baqae Arrondi) (أبو البقاء الرندي) est un poète andalou originaire de Ronda, né en Séville en 1204 et mort à Ceuta en 1285,.

Bien que peu d'informations sont disponibles sur la vie de ce poète, il est devenu célèbre grâce à son poème Thrène de Séville (dit aussi Thrène de l’Andalousie ou bien Oraison funèbre de l’Andalousie) (رثاء الأندلس) écrit en 1267 dans lequel il se lamente sur le sort des villes andalouses qui tombent les unes après les autres aux mains des chrétiens tel qu'il est le cas de la ville de Séville qui a été conquise par Ferdinand III de Castille en 1248. Abu al-Baqa al-Rundi a écrit ce poème aussi dans l'espoir d'avoir de l'aide des musulmans d’Afrique du Nord pour sauver ce qui reste de l'Andalus,,,. 

Une place à Ronda devant le minaret de San Sebastian, porte aujourd’hui le nom du poète : Plaza Abul Beka.

Place Abul Beka à Ronda
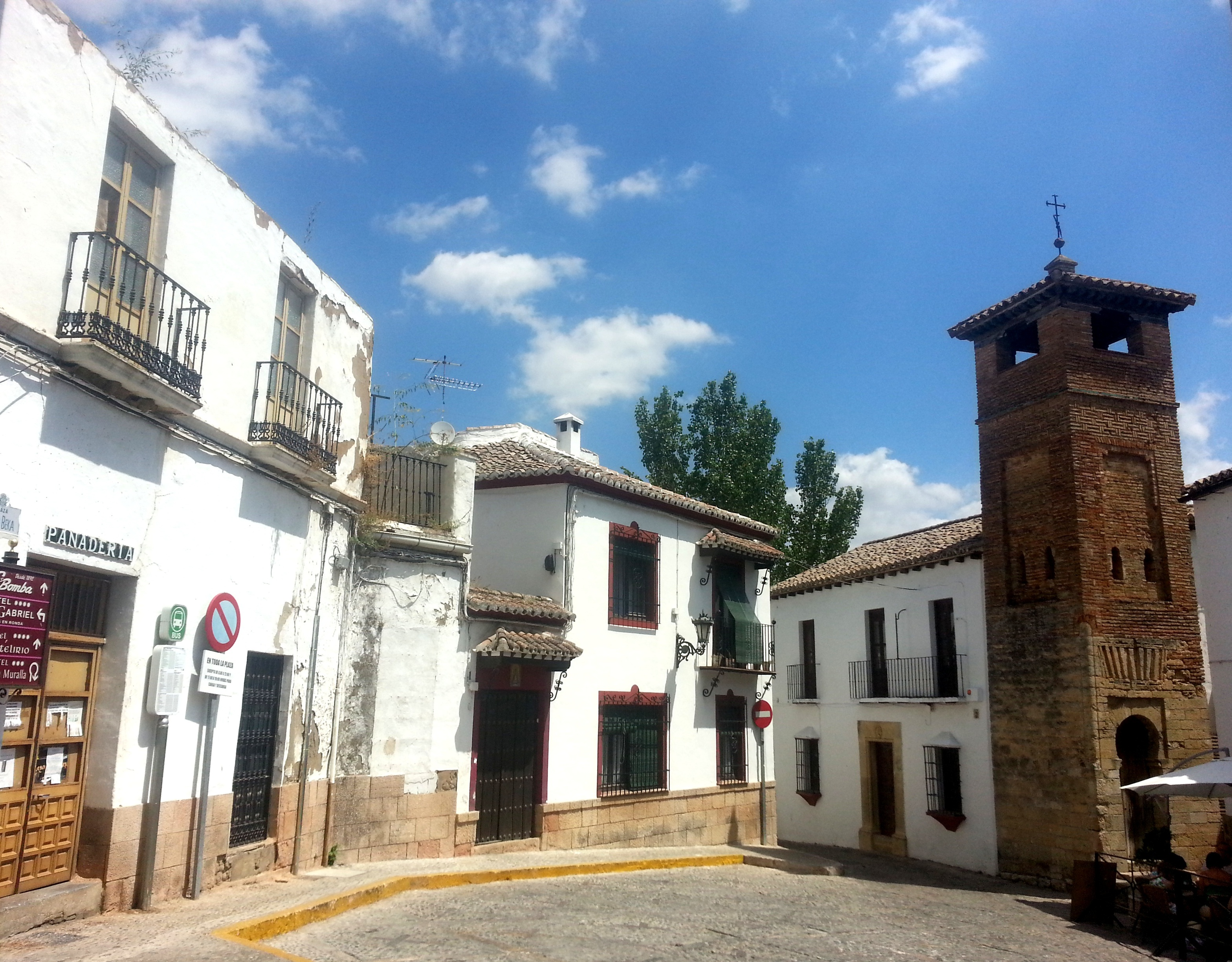
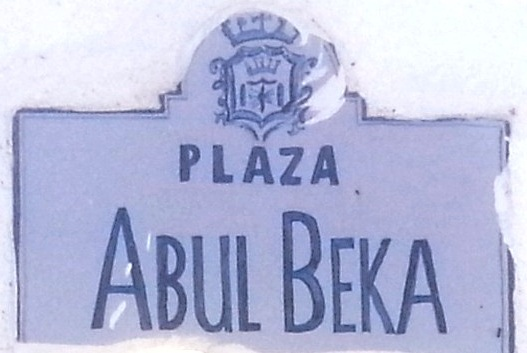